# Fritz Wehmeier

Fritz Wehmeier

Fritz Wehmeier (* 15. November 1897 in Pollhagen, Schaumburg-Lippe; † 4. April 1945 in Ostercappeln) war ein deutscher Politiker (NSDAP).

## Leben
Nach dem Besuch der Volksschule heuerte Fritz Wehmeier als Schiffsjunge auf Schiffen der Hochseefischerei an. Am Ersten Weltkrieg, in dem er mit dem Seeflieger-Abzeichen ausgezeichnet wurde, nahm er mit der I. Seefliegerabteilung teil.
Nach dem Ersten Weltkrieg arbeitete Wehmeier als Hilfsarbeiter und als Arbeiter im Hammerwerk der Henrichshütte bei Hattingen an der Ruhr. In den 1920er Jahren schloss er sich der NSDAP an. Als Kreisverwalter der NSBO in Emden übernahm er 1930 sein erstes Parteiamt. Später trat er für die Partei außerdem noch als Gauredner in Erscheinung.
Nach 1933 übernahm Fritz Wehmeier Aufgaben als Gauschulungsverwalter der DAF, Leiter der Gauführerschule Weser-Ems und Gauinspekteur des Gaues Weser-Ems. Später wurde er zum kommissarischen Kreisleiter in Osnabrück ernannt, wo er bis 1945 blieb.
Von März 1936 bis zum Ende der NS-Herrschaft im Frühjahr 1945 saß Wehmeier als Abgeordneter für den Wahlkreis 14 (Weser-Ems) im nationalsozialistischen Reichstag.
Kurz vor der Besetzung Osnabrücks durch die Britischen Streitkräfte versuchte Wehmeier am 3. April zusammen mit Osnabrücks Oberbürgermeister Erich Gaertner und dem früheren Kreisleiter Willi Münzer über die Landstraße nach Bremen zu fliehen. Am Stadtrand von Osnabrück drangen sie in einen Bauernhof ein, auf dem eine weiße Fahne gehisst war, was im Machtbereich der Nationalsozialisten mit dem Tode bestraft wurde. Einer von ihnen erschoss die Bäuerin Anna Daumeyer, die sich dem Hissen der Fahne bezichtigt hatte, um ihren Sohn zu schützen. Der Mord wurde nie gesühnt. In Ostercappeln bei Osnabrück geriet die Gruppe in das Maschinengewehrfeuer britischer Panzer: Wehmeier wurde, im Auto sitzend, durch einen Bauchschuss schwer verletzt und starb bald darauf im Meller Krankenhaus in Ostercappeln.
1995 wurde von Teilen der Bevölkerung Ostercappelns die Exhumierung und Umbettung von Wehmeiers Leichnam verlangt, da diese meinten es ihren Vorfahren nicht zumuten zu können, neben einem Verbrecher ihre letzte Ruhe zu finden.